# Cadi
Cadi är ett landskap i regionen Surselva i den schweiziska kantonen Graubünden. Det omfattar regionens övre delar, med bebyggelsen koncentrerad till främst floddalen runt översta loppet till Rein Anteriur (Vorderrhein), till mindre del också i några sidodalar. Dess urgamla huvudort är Mustér. Namnet Cadi kommer av Casa Dei (=Guds hus) och syftar på klostret i Mustér.

## Språk
Traditionellt har det förhärskande språket i området varit surselvisk rätoromanska. Fram till 1800-talets slut hade närmare 100% av befolkningen detta språk som modersmål, medan en viss tyskspråkig minoritet har vuxit fram under 1900-talet. Vid den senaste folkräkningen (2000) hade omkring 80% av befolkningen rätoromanska som huvudspråk, medan ytterligare 10% kunde använda det.

## Religion
Den allra största delen av befolkningen är katoliker. Den reformerta minoriteten har dock sedan 1986 en egen församling med kyrkobyggnad i Disentis/Mustér, som betjänar hela distriktet.

## Historik
Cadi tillhörde från 700-talet klostret i Mustér. Det anslöts till Grauer bund när detta bildades 1395, varvid det kom att bli en del av nuvarande Graubünden, och utgjorde där ett tingslag, delvis motsvarande ett svenskt härad. Först 1803 förlorade klostret all formell makt över området. 
När kantonen 1851 delades in i distrikt och kretsar, kom Cadi att bilda distriktet Rein Anteriur (tyska Vorderrhein) bestående av den enda kretsen Cadi (tyska Disentis). Till Cadi lades då också enklaven Schlans, som dittills hade hört till tingslaget Rueun.
År 2000 blev Cadi istället en krets i det nya distriktet Surselva. 
2016 genomfördes en indelningsreform i kantonen, varvid distrikt och kretsar avskaffades och ersattes av regioner. Cadi är därmed en del av region Surselva. Kretsarna kvarstår endast som valkretsar. 

## Kommuner
Cadi är från och med 2012 indelat i sex kommuner. Detta år upphörde kommunen Schlans och införlivades med Trun.
I äldre tid och numera informellt indelas Cadi i Sursassiala (Mustér, Medel och Tujetsch) och Sutsassiala (Trun, Sumvitg och Breil).
| Vapen           | Kommun          | Invånare (2013-12-31) | Yta i km² | Kommunkod |
| --------------- | --------------- | --------------------- | --------- | --------- |
| Breil/Brigels   | Breil/Brigels   | 1 278                 | 50,83     | 3981      |
| Disentis/Mustér | Disentis/Mustér | 2 058                 | 91,07     | 3982      |
| Medel           | Medel (Lucmagn) | 398                   | 136,20    | 3983      |
| Sumvitg         | Sumvitg         | 1 240                 | 101,84    | 3985      |
| Trun            | Trun            | 1 205                 | 51,88     | 3987      |
| Tujetsch        | Tujetsch        | 1 359                 | 133,92    | 3986      |